# Tømmerflåde
En tømmerflåde er samlet af tømmer, planker og brædder, der kan anvendes som transportmiddel og være mere eller mindre solidt konstrueret. Tømmerflåde, på hvilke tunge genstande (master, rundholter, kanoner, affutager og meget andet) skal føres fra sted til sted, er forbundne med svære jernknæ og bolte og flyder på solide tømmerkonstruktioner, der har betydelig opdrift. De kaldes masteflåder. Når skibe forliser under forhold, hvor ikke hele besætningen kan optages i bådene, og hvor tiden tillader det, sammensurres af tomme fade, rundholter og brædder en tømmerflåde, redningsflåde, hvorpå mandskabet kan redde sig.
Ved tømmerflådning forstås også en del sammensurret tømmer, der er udlosset fra et skib for at føres i land. Forsøg har endog været gjort med at transportere tømmer sammenføjet i flåder fra Finland til Danmark.